# Cheese Board Collective
Cheese Board Collective – kolektyw znajdujący się w Berkeley w Kalifornii składający się z dwóch przedsiębiorstw, których właścicielami są pracownicy prowadzący działalność: sklepu z serem/wypiekami powszechnie nazywanego The Cheese Board oraz pizzerii zwanej Cheese Board Pizza. Wraz z Peet's Coffee, Cheese Board jest znana z roli, jaką odegrała w zapoczątkowaniu działalności w dzielnicy North Shattuck w Berkeley, popularnej atrakcji kulinarnej: Gourmet Ghetto. The Cheese Board skupiła się na serach europejskich, ale również położyła nacisk na sery uprawiane lokalnie, co było nową koncepcją w latach 70. Cheese Board był ściśle związany z restauracją Chez Panisse, pomagając dostarczać składniki na narodziny kuchni kalifornijskiej. Piekarnia sprawiła, że francuska bagietka stała się modna dla konsumentów w Berkeley i przyczyniła się do rewolucji w produkcji chleba rzemieślniczego.  
Cheese Board znajduje się przy 1504 Shattuck Avenue, a Cheese Board Pizza znajduje się dwoje drzwi w dół ulicy przy 1512 Shattuck Avenue. W 2003 kolektyw Cheese Board przygotował książkę kucharską The Cheese Board: Collective Works. 

## Historia

### Założenie i kolektywizacja
The Cheese Board został założony jako prywatny sklep z serami w 1967 przez Elizabeth i Sahag Avedisian (1930-2007). W 1971 właściciele i ich sześciu pracowników przekształcili swoją firmę z konwencjonalnej prywatnej firmy w egalitarny kolektyw robotniczy, dokonując równego podziału udziałów w firmie między siebie i swoich pracowników oraz wyrównując płace wszystkich nowych pracowników/właścicieli. Całość personelu liczy obecnie ponad 55 pracowników.

### Chleb
W chwili powstania sklep sprzedawał głównie sery, ale już w 1975 The Chesse Board zaczął eksperymentować z pieczeniem chleba. Chleb był początkowo produkowany w małych ilościach jako nieformalna, prowizoryczna produkcja uboczna. Chociaż sprzedaż chleba była początkowo niewielka, oznaczała ona przejście od czysto handlowego modelu biznesowego polegającego na kupnie i sprzedaży sera do modelu mieszanego, łączącego ręczną produkcję rzemieślniczą z krajową i importową sprzedażą detaliczną. Szybko rosła sprzedaż wypieków, zwłaszcza bagietek. The Cheese Board spopularyzował bagietkę wśród klientów amerykańskich. Chleb stanowi obecnie znaczącą część działalności sklepu. Wraz ze wzrostem sprzedaży wyrobów piekarniczych rosła również różnorodność oferowanych chlebów, ciastek i innych wypieków. W książce czytamy „Zróżnicowany harmonogram chleba jest na tyle złożony, że nawet pracownicy mają trudności z zapamiętaniem go”.

### Pizza
W 1990 powstała druga półniezależna operacja (którą członkowie nazywają komisją upoważnioną), Cheese Board Pizza, do produkcji pizzy (początkowo sprzedawanej jako okazjonalny lunch i oferta piątkowego wieczoru przez Piekarnię Cheese Board) w pełnym wymiarze godzin. Od tego czasu pizzeria prosperuje i często ustawiają się kolejki podczas lunchu i kolacji. Pizza Cheese Board Pizza jest nietypowa, ponieważ każdego dnia robi się tylko jeden rodzaj pizzy (zawsze wegetariańską) i nie dopuszcza się żadnych jej substytutów. Ponieważ ten sam produkt jest stale wytwarzany, klienci zawsze otrzymują swoją pizzę świeżą z pieca bez wcześniejszego zamówienia. Kiedy nowa pizza jest już gotowa, wszystkie pozostałe plastry z poprzedniej pizzy kroi się na kawałki i rozdaje jako dodatki. Pracownicy The Cheese Board preferują niekonwencjonalne dodatki do pizzy i stosują wyłącznie świeże, sezonowe produkty. W 2007 Cheese Board Pizza odnowiło swój sklep i powiększyło się o powierzchnię 1512 Shattuck, wcześniej zajmowaną przez University Plumbing and Hardware.
Powiększona przestrzeń jadalna mieści znacznie więcej osób i pozwala na szybszą obsługę. Restauracja posiada jeszcze fortepian i rezerwuje miejsce dla małych grup jazzowych, które często występują w godzinach szczytu. Często mają specjalne pizze z okazji takich okazji jak Dzień Bastylii czy Dzień Niepodległości Indii.

### The Cheese Board oraz „Gourmet Ghetto”
Cheese Board był jednym z pierwszych lokali gastronomicznych w Północnym Berkeley (wraz z Peet's Coffee), a jego sukces przyczynił się w znacznym stopniu do rozwoju tego obszaru w Gourmet Ghetto. Alice Waters, założycielka Chez Panisse - jednej z najbardziej znanych restauracji w Stanach Zjednoczonych - oświadczyła, że zdecydowała się ulokować swoją restaurację w Północnym Berkeley „aby Cheese Board był w pobliżu, bo wiedziałam, że będę wśród przyjaciół”.

### Wkład w Cooperative Movement
The Cheese Board w całej swojej historii pomagało w zakładaniu innych spółdzielni. W 1971 złożyło ofertę i wygrało kontrakt na prowadzenie Swallow Collective Cafe w Muzeum Sztuki w Berkeley, podmiotu początkowo obsadzonego przez członków The Cheese Board, ale ostatecznie stał się własną spółdzielnią, liczącą aż 30 członków. W 1975 sfinansowało i uruchomiła Juice Bar Collective, zanim w podobny sposób rozpoczęło tę operację. W 1976 Cheese Board pomogło jednemu z członków założyć sklep z serami na Donner Pass. W latach 80. Cheese Board przekazało pieniądze i pracę na rzecz sieci współpracy Bay Area znanej jako Intercollective, prekursora obecnej sieci Bay Area Worker Cooperatives. Za pośrednictwem Intercollective sfinansowała druk katalogu, mapy i esejów o lokalnych kolektywach, a także konferencję w 1981.
W połowie lat dziewięćdziesiątych, po utworzeniu Cheese Board Pizza, kolektyw kontynuował swój schemat inkubowania nowych przedsiębiorstw, a nie rozszerzania działalności, pomagając w tworzeniu Stowarzyszenia Spółdzielni Arizmendi. Stowarzyszenie to powieliło i udoskonaliło trzy piekarnie, korzystając z przepisów i struktury organizacyjnej Cheese Board (w Oakland (1997), San Francisco (2000 i 2010), Emeryville (2003) i San Rafael (2010)). Wszystkie sześć kolektywów stanowi niezależną własność, ale mają wspólny personel wsparcia technicznego, który świadczy usługi finansowe, prawne i organizacyjne, i który otrzymuje wynagrodzenie za dalsze powielanie modelu.
Wszystkie Piekarnie Arizmendi zdobyły w ciągu swojego istnienia nagrodę ‘Best Bakery’ w lokalnych gazetach. The Cheese Board jest aktywnym członkiem NoBAWC, sieci kolektywów pracowniczych San Francisco oraz Amerykańskiej Federacji Spółdzielni Pracy.